# Lotus's
Lotus's is een Thaise supermarktketen met ruim 1400 vestigingen en rond de 50.000 werknemers. De supermarktketen heeft "Ek-Chai Distribution System" als eigenaar en werd in 1998 opgericht als een joint venture van de Britse multinational Tesco Plc en het Aziatische Charoen Pokphand, maar het Lotus Supercenter "Seacon Square Branch" in Bangkok opende vier jaar voor de oprichting in 1994. De huidige voorzitter van het bedrijf is Sunthorn Arunanochai en de huidige directeur is John Christy (oktober 2013).
Lotus’s is na 7-Eleven de grootste supermarktketen van Thailand.

## Geschiedenis
Op 28 oktober 1994 opende de hypermarkt "Seacon Square Branch" onder de naam Lotus Supercenter. Op 25 september van het daaropvolgende jaar opende Tesco Lotus een discountwinkel. De keten groeide snel en daarom opende in 1996 het Wang-Noi-distributiecentrum, dat circa 3 miljard Baht had gekost. In 1997 belandde Oost-Azië in de Aziatische financiële crisis, waar ook Tesco Lotus last van had. Het volgende jaar werd het bedrijf officieel opgericht door Tesco en Charoen Pakhand. Tesco investeerde 100 miljard Baht in het bedrijf.
Op 16 september 2001 opende de eerste "Tesco Lotus Express" in het noorden van Bangkok. Sindsdien verschenen er meer van deze winkels, die aanzienlijk kleiner waren dan de overige supermarkten. Twee jaar later lanceerde Tesco Lotus het tot op heden bestaande (2014) "Roll Back program". Dit is de naam van een marketingcampagne.
In 2004 bouwde de supermarktketen in Bangkok een "Green Store Building". Dit is de naam gegeven aan een gebouw, dat onder andere zijn energie haalt uit zonne-energie. Een tweede Green Store Building opende in 2008 in Salaya. Naast het milieuzuiniger maken van enkele winkels, begon Tesco Lotus in 2006 ook met het steunen van initiatieven, die de ontwikkeling van onder andere de zorg in Thailand verbeteren. In 2011 ging de supermarktketen door met het verbeteren van het milieu door een CO2 neutrale winkel te opening in Bangpa. Ook maakt deze winkel gebruik van LED-verlichting en een koeling op koolwaterstof. Daarnaast wordt er gebruikgemaakt van regenwater.
In maart 2012 ging Tesco Lotus onder de naam "Tesco Lotus Retail Growth Freehold" naar de effectenbeurs van Thailand.

## Export
Naast dat Tesco Lotus producten verkoopt, exporteert het ook Thaise producten voor Tesco. In 2013 exporteerde Tesco Lotus producten ter waarde van 15 miljard Baht. Tesco Lotus exporteert ook de goederen voor het door de Thaise overheid gesteunde "Taste of Thailand". Dit is een rond 2007 opgerichte marketingcampagne van Tesco, dat Thaise producten in het Verenigd Koninkrijk promoot.

## Soorten winkels
Extra
De Tesco Lotus Extra-winkels hebben circa 26.000 producten.
Hypermarket
De Tesco Lotus Hypermarkt-winkels zijn de grootste vestigingen. Deze vestigingen verkopen circa 36.000 producten, waaronder ook veel non-food producten. De hypermarkten bevinden zich altijd in een winkelcentrum met andere winkels.
Compact Hyper
De Tesco Lotus Compact Hyper-winkels zitten qua grootte tussen de Supermakets en de Hypermarkets in. De Compact Hyper-winkels verkopen rond de 21.500 producten en ook net als bij de Hypermarkt-winkels bevinden de winkels zich in een winkelcentrum met andere winkels.
Supermarket
De Tesco Lotus Supermarket-winkels zijn aanzienlijk kleiner dan de bovengenoemde soorten en verkopen ongeveer 4500 producten. Bij deze winkels zijn meestal ook winkels gevestigd, maar geen hele winkelcentra.
Express
De Tesco Lotus Express-winkels zijn de kleinste winkels en tevens de grootste groep. De winkels zijn 24 uur per dag geopend en verkopen 2500 producten, waaronder nauwelijks non-food.

## Clubcard
De clubcard is een sinds 2009 bestaande kortingskaart met creditcardformaat van Tesco Lotus. Eigenaars van een clubcard krijgen bij het afrekenen punten. Eens in de drie maanden ontvangen eigenaars een waardebon, waarvan de waarde afhankelijk is van het aantal verkregen punten. Ongeveer negen miljoen mensen beschikken over een clubcard.